# لحم السرطان

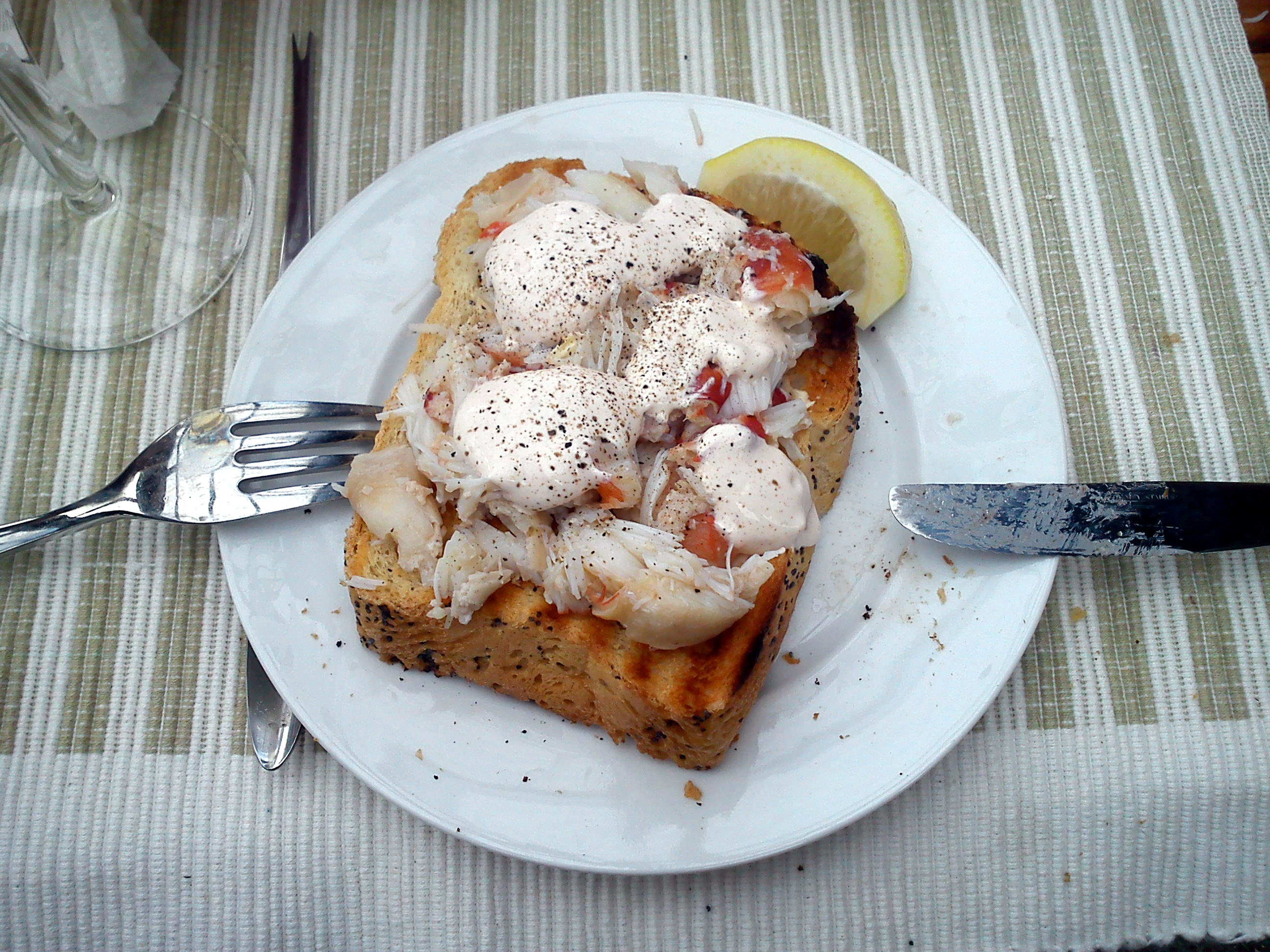
لحم السرطان من مخالب السرطان على الخبز المحمص

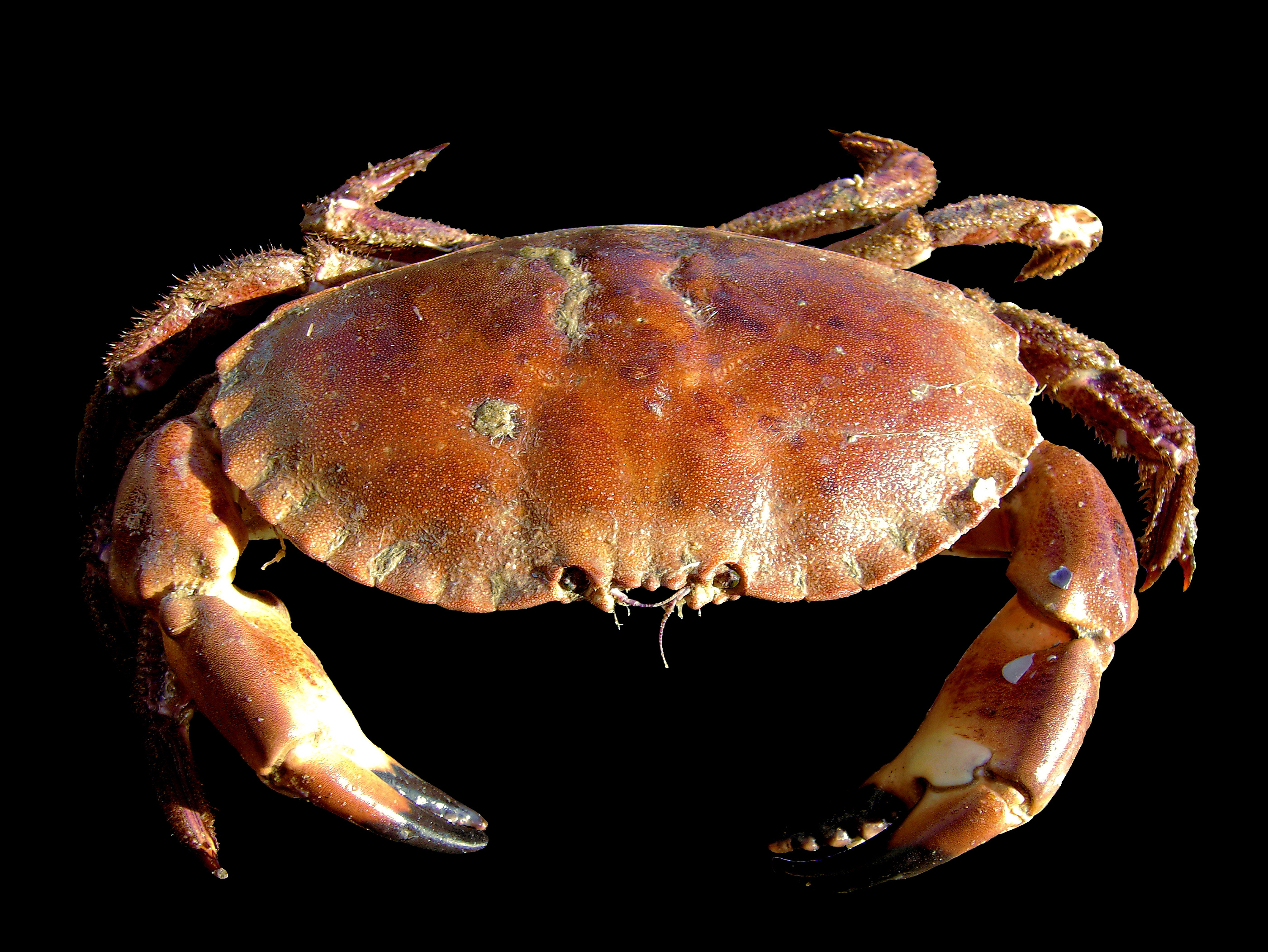
يستخدم السرطان البني عادة للحصول على لحومه

لحم السرطان, هو اللحم الصالح للأكل الموجود في أرجل السرطان ومخالبه. يُستخدم على نطاق واسع في المطابخ العالمية لمذاقه الطري والرقيق والحلو.
لحم السرطان يحتوي على نسبة قليلة من الدهون, ويوفر حوالي 340 كيلوجول (82 ك.سعرة) من الطاقة الغذائية لكل 85-غرام (3 أونصة)من بين الأنواع الأكثر توفرًا تجاريًا: سلطعون الصخر، وسرطان أزرق، سرطان أزرق سابح, والسرطان الأحمر السابح.
تختلف أنظمة التصنيف حسب المنطقة, مع تمييز اللحوم البيضاء واللحوم البنية على أساس جزء الجسم واللون.
تختلف طرق حصاد لحم السرطان بين مصائد الأسماك, بما في ذلك معالجة السرطان بالكامل وإزالة المخالب, حيث يُزال أحد المخالب أو كليهما ويُعاد السرطان الحي إلى الماء. تُثير هذه الممارسة جدلاً واسعاً بسبب مخاوف تتعلق برفاهية الحيوان, على الرغم من أن بعض الأنواع يمكنها تجديد المخالب المفقودة من خلال طرح الريش, عادةً بعد عام تقريباً. يُستهلك لحم السرطان طازجاً أو مجمداً أو معلباً أو كتقليد للالسرطان (منتج من المأكولات البحرية المصنعة). كما تؤثر ممارسات العمل والاستدامة ولوائح الصيد الإقليمية على هذه الصناعة, مع وجود تحديات ملحوظة في مناطق مثل خليج تشيزبيك ومصايد الأسماك الأوروبية.

## الأنواع

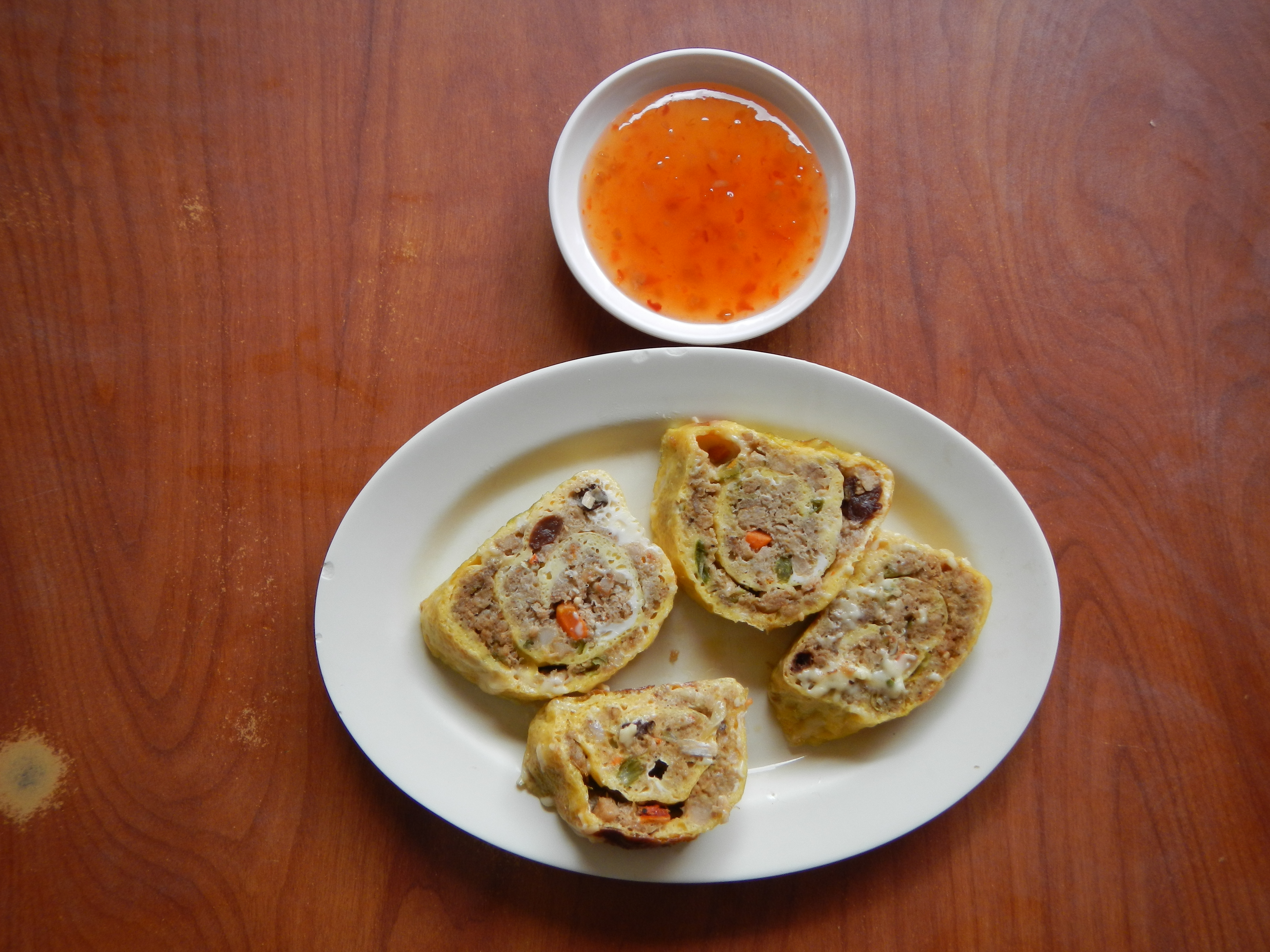
لفائف لحم السرطان (الفلبين)

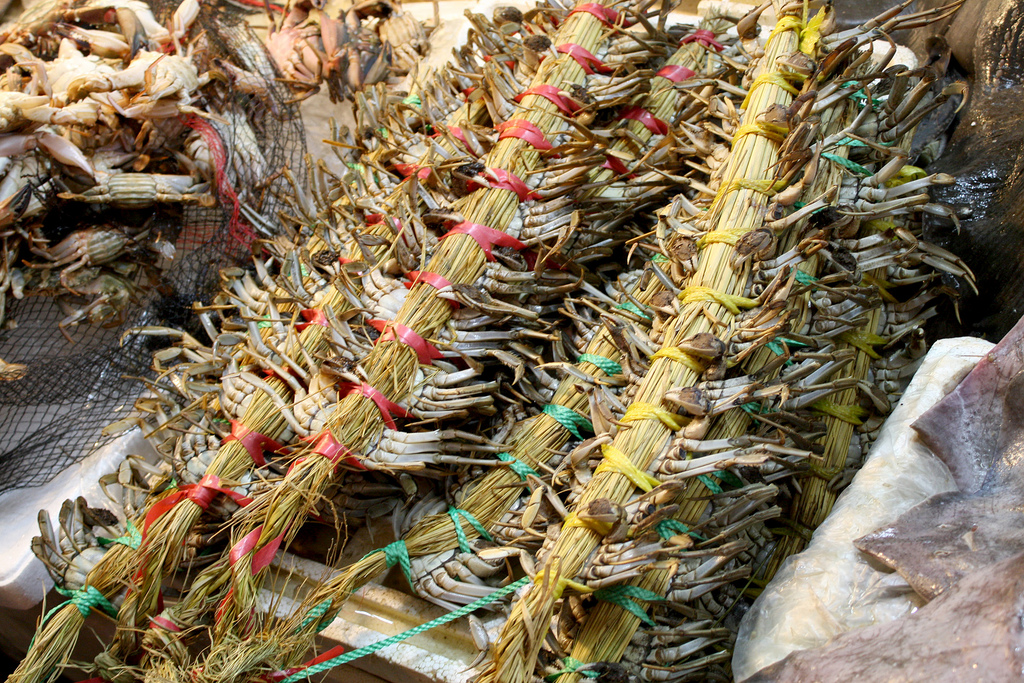
سرطان البحر الحي للبيع في السوق

### السرطان الأوروبي
في أوروبا الغربية, وخاصةً المملكة المتحدة, يُستخرج لحم السرطان عادةً من نوع سلطعون الصخر. وهو سرطان كبير الحجم يتميز بنكهة لحمه الحلوة والرقيقة. يُعرف أيضًا باسم السرطان البني, أو السرطان الشائع, أو السرطان الصالح للأكل. تستضيف المملكة المتحدة مصائد أسماك مهمة لهذا النوع, مع عمليات رئيسية في اسكتلندا ونشاط كبير في جنوب غرب إنجلترا, ولا سيما كورنوال وديفون.
أعلى جودة من لحم السرطان هي لحم "المنتقى يدويًا", وهو ما يشير إلى عملية الاستخلاص اليدوية التي تحافظ على نكهته الطبيعية. في المقابل, يستخدم "السرطان المعالج آليًا" الماء أو الهواء لفصل اللحم عن القشرة, مما قد يؤثر سلبًا على نكهته. يُستهلك لحم السرطان من نوع C. pagurus على نطاق واسع في جميع البلدان التي يُصطاد منها. ونظرًا لقصر مدة صلاحيته الطازجة, والتي لا تتجاوز أربعة أيام تقريبًا, فإن معظم لحم السرطان المتوفر لدى تجار التجزئة يُباع من مرق مجمد مسبقًا. يمكن أن يُغير التجميد قوام لحم السرطان الأبيض ويُضعف نكهته الطبيعية, حيث يتبلور محتواه المائي أثناء التجميد. كبديل, تُوفر البسترة وسيلة لإطالة مدة الصلاحية دون المساس بالنكهة بشكل كبير عند القيام بها بعناية.
يوفر C. pagurus نوعين مختلفين من اللحوم:

#### اللحوم البيضاء
يُستخرج لحم السرطان الأبيض من مخالبه وأرجله. يغلب عليه اللون الأبيض, وقد يُظهر لونًا أحمر أو بنيًا طبيعيًا. يتميز هذا اللحم بانخفاض نسبة الدهون وغنى البروتين, مما يُضفي عليه نكهةً رقيقة وحلوة, ورائحةً زكية, وملمسًا قشريًا. يتيح تنوعه استخدامه في أطباق متنوعة, بما في ذلك السندويشات، والمعكرونة، والريزوتو، والسلطات, وكإضافة للمقبلات.

#### اللحوم البنية
يُستخرج اللحم البني من جسم السرطان. يتميز بمحتوى دهني طبيعي أعلى, وهو غنيٌّ بشكل ملحوظ بأحماض أوميغا 3 الدهنية.  على سبيل المثال, يمكن أن يوفر 100 غرام من لحم السرطان البني ما يقارب ثلثي الكمية الأسبوعية الموصى بها من أوميغا 3. يتميز هذا اللحم بقوام يشبه الباتيه, ونكهة غنية وغنية. يمكن أن يختلف لون وملمس اللحم البني على مدار العام, مما يعكس التغيرات الفسيولوجية للالسرطان.
قد يحتوي لحم السرطان البني على مستويات أعلى من الكادميوم, وهو معدن ثقيل سام. في حين أن الاستهلاك المعتدل يعتبر آمنًا بشكل عام, فإن تناول اللحوم البنية بانتظام ينطوي على مخاطر صحية محتملة بسبب التعرض للكادميوم.
في تطبيقات الطهي, يُقدّر كلا النوعين من اللحوم لخصائصهما المميزة. غالبًا ما يُفضّل اللحم الأبيض لنكهته الرقيقة وقوامه المتماسك, مما يجعله مناسبًا لمجموعة متنوعة من الأطباق. أما اللحم البني, بطعمه الأغنى وقوامه الأكثر نعومة, فيُستخدم عادةً لإثراء الصلصات والشوربات والمعكرونة.

### السرطان الأمريكي
في الولايات المتحدة, يُصنّف لحم السرطان إلى درجات مختلفة بناءً على جزء السرطان المُحصود منه وحجمه. تساعد هذه الدرجات المستهلكين والطهاة على اختيار نوع اللحم المناسب لمختلف الاستخدامات في المطبخ. فيما يلي نظرة عامة على هذه الدرجات:
| اسم                             | صورة | وصف |
| ------------------------------- | ---- | --- |
| كتلة ضخمة, أو كتلة ضخمة جدًا     |      | أكبر قطع كاملة من اللحم الأبيض, تُستخرج من العضلتين الكبيرتين المتصلتين بزعانف السرطان. تُعد هذه القطع الضخمة مثالية للأطباق التي يكون لحم السرطان فيها العنصر الأساسي, مثل عروض الكوكتيل أو السلطات الفاخرة.                       |
| كتلة                            |      | قطع كاملة ومتماسكة من اللحم الأبيض, مصدرها نفس عضلات كولوسال لامب, ولكن من السرطانات أصغر حجمًا. تتميز بلونها الأبيض الناصع وقوامها الشهي, مما يجعلها مثالية لتحضير كعكات السرطان عالية الجودة, أو الكوكتيلات, أو الأطباق المقلية. |
| كتلة مكسورة                     |      | مزيج من قطع جامبو لامب المكسورة ورقائق كبيرة من لحم السرطان الأبيض. هذا النوع متعدد الاستخدامات ويُستخدم عادةً في كعكات السرطان, والصلصات, والسلطات, والطواجن حيث يُخلط لحم السرطان مع مكونات أخرى.                                  |
| الزعنفة الخلفية                 |      | رقائق من اللحم الأبيض, بما في ذلك قطع جامبو لامب المكسورة ولحم من نوع خاص من تجويف الجسم. تُستخدم غالبًا في كعكات السرطان على طريقة ماريلاند, والشوربات, والصلصات, مما يُوفر توازنًا بين النكهة والأسعار المعقولة.                    |
| خاص                             |      | رقائق صغيرة من اللحم الأبيض تُستخرج من تجويف جسم السرطان. قوامها الناعم يجعلها مناسبة لأطباق مثل سلطات السرطان, والعجة, والشوربات التي تُفضّل فيها قطع السرطان الصغيرة.                                                              |
| مخلب                            |      | لحمٌ داكن اللون, بنيّ محمرّ, يُستخرج من مخالب وزعانف السرطان. يتميز بنكهة أقوى مقارنةً بأنواع اللحوم البيضاء, ويُستخدم غالبًا في أطباق ذات صلصات قوية, مثل الحساء والبسكويت والكاري, حيث تبرز نكهته المميزة.                             |
| أصابع المخلب, أو مخالب الكوكتيل |      | كماشة السرطان بعد إزالة جزء من قشرته, تاركةً اللحم مكشوفًا. تُقدّم عادةً كزينة, أو مقبلات, أو مقبلات, وغالبًا ما تُقدّم مع صلصات التغميس.                                                                                                 |

## تقليد
في الولايات المتحدة, يُستخدم لحم السرطان المقلد, المعروف أيضًا باسم سوريمي, على نطاق واسع كبديل اقتصادي للحم السرطان الحقيقي, وخاصةً في أطباق مثل سلطات المأكولات البحرية والسوشي على الطريقة الأمريكية, بما في ذلك لفائف كاليفورنيا. ومن أهم أسباب شعبيته عملية استخراج لحم السرطان الطازج التي تتطلب جهدًا كبيرًا وتكلفًا, مما يجعله خيارًا أيسر للمستهلكين وشركات تقديم الطعام.
يُصنع تقليد سرطان البحر المتقشر ذو الحواف الحمراء الذي يُرى في العديد من الأطباق الأمريكية عادةً من سمك بولوك ألاسكا (Gadus chalcogrammus), وهو سمك ذو نكهة معتدلة ولحم أبيض متوفر بكثرة في بحر بيرينغ بالقرب من ألاسكا, ويوجد أيضًا قبالة ساحل وسط كاليفورنيا وفي بحر اليابان. ونظرًا لمذاقه المحايد وملمسه الناعم, يُعد بولوك قاعدة مثالية للنكهة الاصطناعية وتشكيله في منتجات تشبه سرطان البحر. كما تُستخدم أنواع أخرى من الأسماك أيضًا حسب التوافر والإنتاج الإقليمي, بما في ذلك هوكي نيوزيلندا (Macruronus novaezelandiae) وسمك الدنيس الذهبي (Nemipterus virgatus) وسمك الكروكر الأبيض ‏ (Pennahia argentata), وخاصةً في مرافق التصنيع في جنوب شرق آسيا.
نشأ السوريمي منذ أكثر من 800 عام في اليابان, حيث استُخدم تقليديًا في صنع منتجات مثل الكامابوكو, وهي كعكات سمك مطهوة على البخار أو مشوية, ولا تزال شائعة حتى اليوم. طُوّرت الطريقة المُحددة لتحويل السوريمي إلى لحم السرطان مُقلّد في اليابان عام 1975. وبحلول عام 1983, بدأت الشركات الأمريكية في تصنيع لحم السرطان مُقلّد محليًا, مما أدى إلى انتشار استخدامه على نطاق واسع في صناعة الأغذية الحديثة.

## رعاية الحيوان
في عملية نزع مخالب السرطانات, يُسحب أحد مخلبي السرطان الحي أو كليهما يدويًا, ثم يُعاد إلى الماء. يحدث هذا في العديد من مصائد الأسماك حول العالم, مثل مصائد سرطان البحر الحجري في فلوريدا (Menippe mercenaria), ومصائد سرطان البحر الأحمر في المياه العميقة في شمال شرق المحيط الأطلسي (Chaceon affinis), وفي جنوب شبه الجزيرة الأيبيرية, حيث تُحصد المخالب الرئيسية لسرطان البحر الكماني (Uca tangeri). هناك جدل علمي حول ما إذا كانت السرطانات تعاني من الألم في هذه العملية, ولكن هناك أدلة على أنها تزيد من معدل الوفيات.
لقد ثبت أن إزالة مخالب السرطانات تسبب معدلات وفيات تصل إلى 47% وتؤثر سلبًا على سلوك التغذية. بمجرد فصل المخالب عن الجسم, يبدأ النسيج في التدهور, ولهذا السبب يتم طهي السرطانات أو تبريدها عادةً بعد فترة وجيزة من اصطيادها للحفاظ على جودة اللحوم.